# Rouveen
Rouveen est un village situé dans la commune néerlandaise de Staphorst, dans la province d'Overijssel. Le 1er janvier 2008, le village comptait 2 940 habitants.

## Personnalités
- Bert Konterman, footballeur néerlandais